# Nicolaus Sidenius

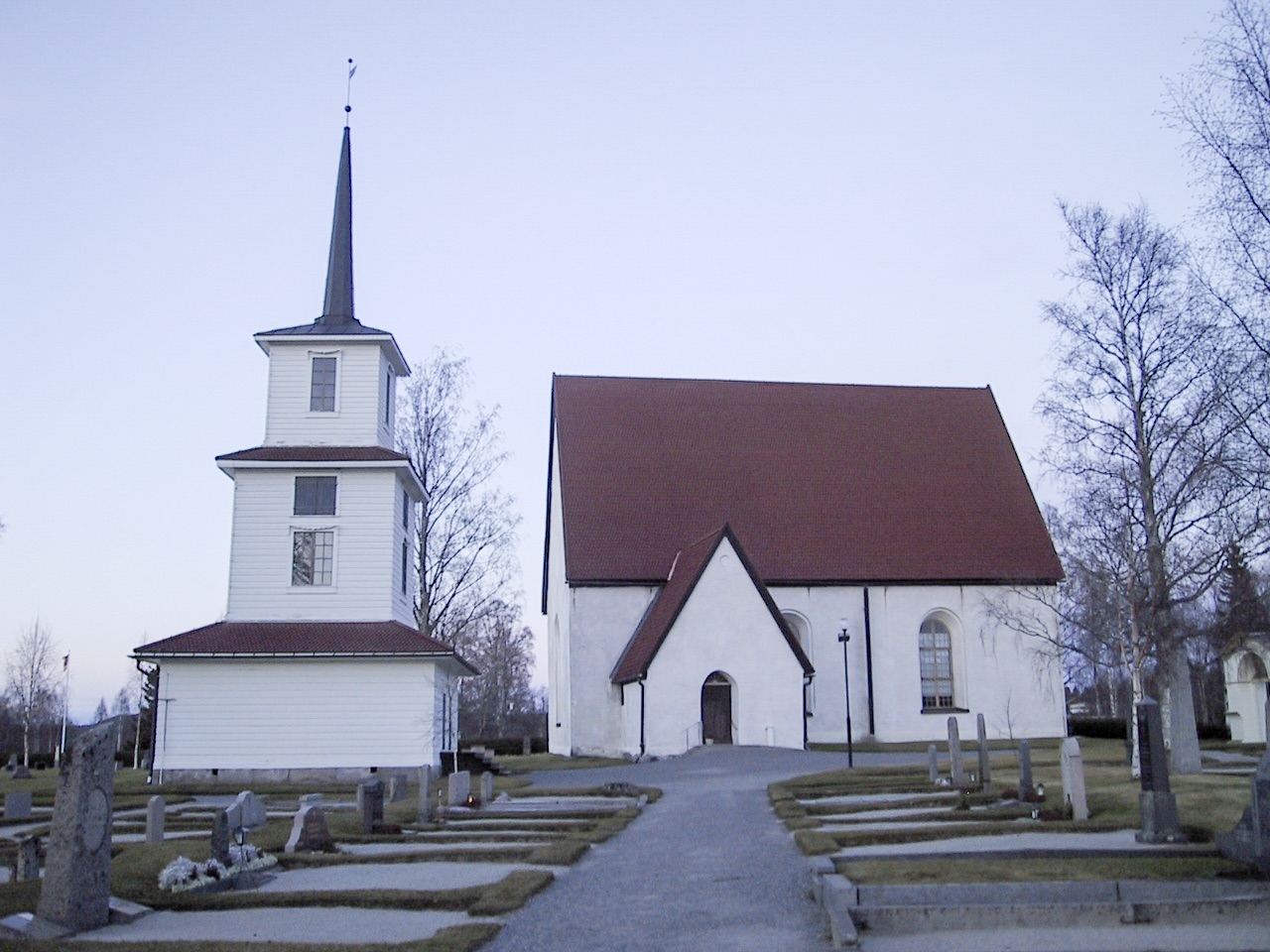
Sidensjö kyrka

Nicolaus Laurenti Sidenius Angermannus, född före 1555, död mellan 1641 och 1646 i Ulvvik, Nordingrå, var en svensk präst och kyrkoherde i Sidensjö, Ångermanland, under 1600-talet.
Släktvapen: En tillbakaseende örn med lyftade vingar stående på ett uppskjutande treberg och i lyftad klo hållande en ros samt däröver en nedskjutande sol.

## Biografi
Nicolaus Sidenius blev komminister 1594 i Sidensjö, och var efter Söderköpings riksdagsbeslut 22 oktober 1595 kyrkoherde i samma församling mellan 1595 och 1630. Han är i källorna upptagen som bonde i Själand 2:1, Sidensjö 1604-1613, i Näs 3, Sidensjö, 1614-1620. Från 1637 fram till sin död 1641, var Sidenius bonde i Ulvvik 1:1, Nordingrå.

## Familj
Gift med Catharina Persdotter.
1. Johan Sidenius. [3]
2. Erik Nilsson Sidenius
3. Daniel Sidenius (september 1592–1666), informator för rikskanslern Axel Oxenstjernas söner, juris doktor och professor i Uppsala, professor, assessor vid Svea hovrätt och rektor vid Uppsala universitet.
4. Lars Sidenius Laurentius Nicolai Sidenius, faderns efterträdare.
5. NN Nilsdotter Sidenia, gift med Eskil Olofsson i Näs.